# Anke Helfrich

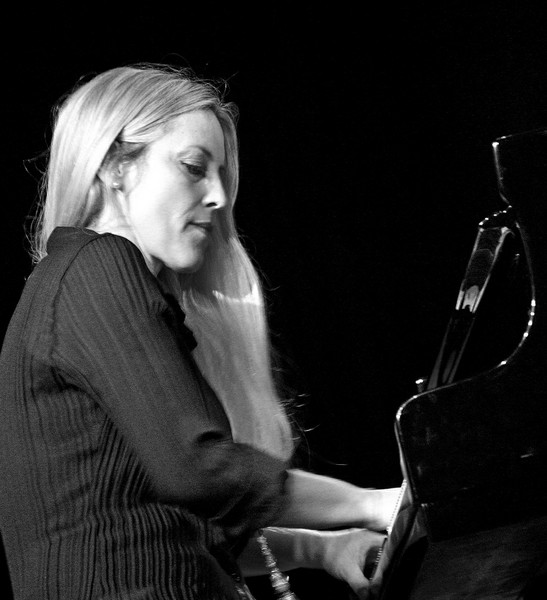
Anke Helfrich (Jazzfestival St. Ingbert 2007)

Anke Helfrich (* 11. November 1966 in Horb am Neckar) ist eine deutsche Musikerin (Piano, Komposition) des Modern Jazz.

## Leben und Wirken
Helfrich wuchs in Windhoek (Namibia) und Weinheim auf, wo sie auch Klavierunterricht erhielt. Nach ersten Erfolgen als Landes-Preisträgerin bei „Jugend jazzt“ (1987) studierte sie in Freiburg und ab 1989 an der „Amsterdamse Hoogeschool voor de Kunsten“ in Hilversum bei Henk Elkerbout und Rob Madna. Aufgrund ihres exzellenten Abschlusses erhielt sie ein Stipendium, das ihr zusätzliche private Studien bei Kenny Barron und Larry Goldings in New York ermöglichte. Nach ihrer Rückkehr bildete sie 1996 ein Trio mit Johannes Weidenmüller und Jochen Rückert. 2000 erschien ihre erste CD „You’ll See“ mit dem Gastsolisten Mark Turner. Ab 2002 spielten Martin Gjakonovski und Dejan Terzic in ihrem Trio, mit dem sie international auf Tournee war und bei zahlreichen Festivals gastierte. Zusammen mit Roy Hargrove nahm das Anke-Helfrich-Trio die CD Better Times Ahead auf. Im Januar 2009 erschien ihre CD Stormproof (mit Henning Sieverts, Dejan Terzic und Nils Wogram) bei Enja-Records. Im Jahr 2023 kam mit We'll Rise ein neues Album heraus, eingespielt mit Jens Düppe an den Drums und Dietmar Fuhr am Bass. In dieser Besetzung tourt man auch als neues Anke-Helfrich-Trio.
Von 1999 bis 2004 spielte sie auch im Quartett von Jürgen Seefelder. Sie trat weiterhin auf mit Benny Bailey, Carolyn Breuer, Keith Copeland, Özay, Johnny Griffin, Thomas Heidepriem, Jimmy Woode,  Tony Lakatos, Manu Katché, Christian von Kaphengst, Stacy Rowles, dem Diva Jazz Orchestra und Johannes Weidenmüller.
Ihre Tourneen führten sie nach Spanien, Italien, Frankreich, Polen, Türkei, Bulgarien, Litauen, Niederlande, Schweiz, Dänemark, Schweden, Luxemburg, USA, China, Malaysia und Afrika.
Helfrich ist seit 1999 Dozentin an der Hochschule für Musik und Darstellende Kunst Mannheim und seit 2011 am Dr. Hoch’s Konservatorium in Frankfurt am Main tätig.

## Preise und Auszeichnungen
Helfrich gewann 1996 mit ihrem Trio die „European Jazz Competition“ sowie 1998 den ersten Preis bei der „Hennessy Jazz Search“. Ihr Album „You’ll See“ wurde 2000 für den Vierteljahrespreis der Deutschen Schallplattenkritik nominiert. Im gleichen Jahr wurde sie mit dem Weinheimer „Muddy’s Award“ geehrt. 2003 erhielt sie den Jazzpreis der Stadt Worms. 2006 wurde auch ihre CD Better Times Ahead für den Vierteljahres-Preis der deutschen Schallplattenkritik vorgeschlagen. 2016 erhielt sie den ECHO Jazz in der Kategorie „Instrumentalist/in des Jahres national – Piano/Keyboards“. 2017 wurde sie mit dem Hessischen Jazzpreis ausgezeichnet.

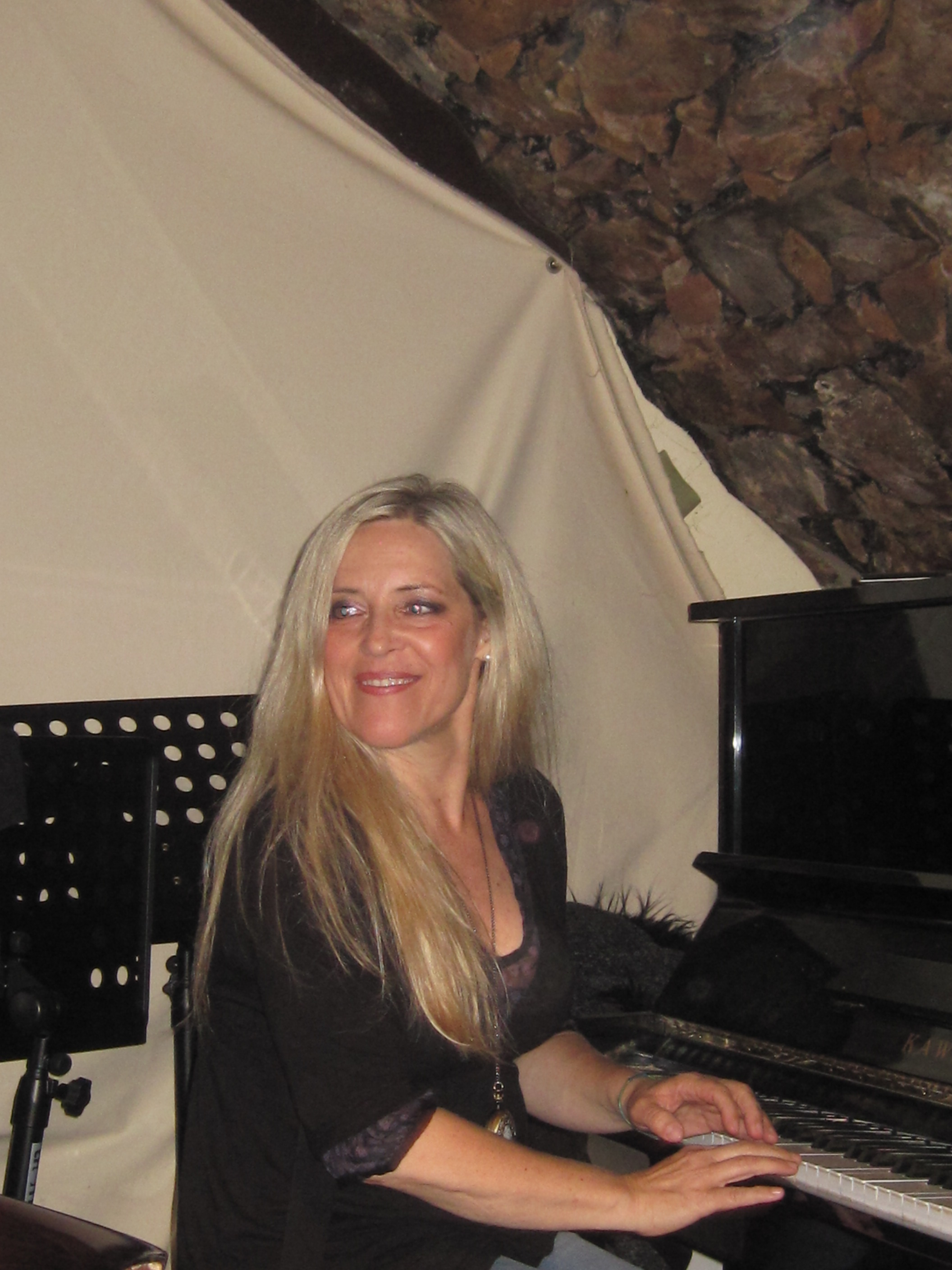
Anke Helfrich (2015 in Marburg)

## Diskografische Hinweise
- Christian Eckert Quartett Musing, 1995
- Jens Bunge With All My Heart, 1996
- You’ll see (Anke Helfrich Trio feat. Mark Turner), 2000
- Witchcraft Live (Witchcraft feat. Stacy Rowles & Carolyn Breuer), 2004
- Barbara Jungfer Berlin Spirits, 2004
- Better Times Ahead (Anke Helfrich Trio feat. Roy Hargrove), 2006
- Stormproof (Anke Helfrich Trio feat. Nils Wogram), ENJA Records 2009
- Dedication (Anke Helfrich Trio ft. Tim Hagens), 2015
- We’ll Rise, 2023

## Lexigraphischer Eintrag
- Martin Kunzler: Jazz-Lexikon. Band 1: A–L (= rororo-Sachbuch. Bd. 16512). 2. Auflage. Rowohlt, Reinbek bei Hamburg 2004, ISBN 3-499-16512-0.